# Йо-йо
Йо-йо е играчка за деца и възрастни, направена от два еднакви малки диска от пластмаса (метал, дървесина и др.), свързани с ос, около която е навита еластична нишка, завършваща с примка за пръста – така получената макаричка се хвърля надолу и сама се връща в ръката на играещия.
Смята се, че играчката произхожда от Филипините, където е била ползвана като ловно оръжие, а в превод от филипински йо-йо означава „да се върне“. Първият ѝ сериен производител е филипино-американецът Педро Флорес, който през 1928 г. отваря цех за йо-йо в Санта Барбара, Калифорния: започва с една дузина ръчно изработени йо-йо, а към края на 1929 г. вече се радва на такъв успех, че произвежда по 300 000 парчета дневно.
Модата на йо-йо се завръща периодично с различна сила от 30-те години на 20 век насам. Понастоящем по света има колекционери, посветени на тази играчка, музей /Чико, Калифорния/, национални, европейски и международни състезания (на които се демонстрират различни техники).
Алтернативни имена, с които е било познато йо-йо в по-ранните си фази са „бандалор“ (в Англия) или „нормандско жужу̀“ и емигрет (във Франция).
В днешни дни йо-йо е много разпространено не само като начин за убиване на времето, а и като спорт. Всяка година се провеждат първенства в няколко стила:

- 1А – Това е най-разпространеният стил. Играе се с едно йо-йо, което има дълъг „слийп-тайм“ (по-дълго се върти), и с него се правят различни трикове;
- 2А – Тук се играе с две йо-йо – по едно във всяка ръка. Те се наричат луупъри, защото постоянно се връщат в ръката;
- 3А – Това е като 1А, но с две йо-йо;
- 4А – При този стил йо-йото не е вързано за конеца и може свободно да лети. Този стил е познат и като Offstring;
- 5А – Тук конецът не е вързан за ръката. В единия край е йо-йото, а в другия – тежест наричана counterweight (противотежест). Стилът се нарича още CW (от counterweight) или Freehand;

Има и други по-неизвестни стилове като:
- 0А – Като 2А, но с едно йо-йо;
- 9А – Смесица между 5А и 4А;

Оценяване
Оценяването на играчите се извършва по различни критерии, приети от световната йо-йо федерация – използване на пространство и музика, честота на ударите по въжето, контрол над тялото, артистичност, вариации и чистота на изпълнението, техничност.. Подборът на играчите за финала минава през 3 предварителни етапа. Журито е съставено от 10 международни съдии (на европейски и световни първенства).
Най-високото място (второ) на европейско първенство в този спорт за България е постигнато от Константин Туджаров, две поредни години (2016 и 2017).